# Overlander
Overlander is een computerspel dat werd ontwikkeld en uitgegeven door Elite Systems. Het spel kwam in 1988 uit voor verschillende platforms. Een jaar later kwam er een release voor de Commodore Amiga. Het spel lijkt op Road Blasters uit 1987.

## Gameplay
De speler bestuurt moet per auto goederen vervoeren. De auto is gewapend en een rebellengroep probeert de auto tot stoppen te brengen. De speler moet de rebellen neerschieten en de ontploffingen ontwijken. De camerapositie is buiten van achter de auto waarbij het onderkant van het scherm gevuld wordt met het dashboard. Het spel is voorzien van muziek en geluidseffecten. 

## Platforms
| Jaar | Platform                                         |
| ---- | ------------------------------------------------ |
| 1988 | Amstrad CPC, Atari ST, Commodore 64, ZX Spectrum |
| 1989 | Amiga                                            |

## Ontvangst
| Beoordeeld door      | Platform    | Datum          | Score |
| -------------------- | ----------- | -------------- | ----- |
| ST Action            | Atari ST    | oktober 1988   | 69%   |
| Svenska Hemdatornytt | Amiga       | april 1990     | 55%   |
| Power Play           | Atari ST    | september 1988 | 36%   |
| Power Play           | Amiga       | maart 1990     | 31%   |
| Power Play           | Amstrad CPC | oktober 1988   | 22%   |